# Гребенюк Олександр Валентинович
Олекса́ндр Валенти́нович Гребеню́к (нар. 26 березня 1986 — 12 серпня 2014) — старший сержант Збройних сил України, учасник російсько-української війни.

## Життєвий шлях
Народився 1986 року в Макіївці, батьки двічі розлучалися. Олександр ріс із двома старшими сестрами-близнючками Тетяною й Наталією — від материного першого шлюбу. Мати працювала листоношею, 1992-го повернулася на малу батьківщину. З 5-го класу навчався у школі Малої Цвілі, яку й закінчив. Навчався в Корці, в Новограді-Волинському, здобув професії муляра, штукатура, тракториста. Займався домашнім господарством, самостійно виклав піч. Працював на підприємстві «Церсаніт», на приватному будівництві.
Мобілізований 18 березня 2014-го, хоча міг уникнути — ще в дитинстві виявили лейкемію; водій-електрик медичної роти 30-ї окремої механізованої бригади. Пройшов навчання, з травня перебував у Нікополі, потім перебував у Луганській області. Востаннє на телефонний зв'язок виходив 10 серпня.
Загинув поблизу села Степанівка (Шахтарський район) Донецької області під час нападу на групу інженерного забезпечення, яка проводила мінування — зазнав важкого поранення, не могли вивезти під обстрілом. Олександр віз медиків, їх обстріляли, після зупинки авто опинилося в центрі вибуху, не зміг вибратися після перекидання.
Похований 16 серпня 2014-го в селі Карпилівка Новоград-Волинського району, звідки родом його мама, Катерина Адамівна.

## Нагороди та вшанування
За особисту мужність і героїзм, виявлені у захисті державного суверенітету та територіальної цілісності України, вірність військовій присязі під час російсько-української війни, відзначений — нагороджений
- орденом «За мужність» III ступеня (15.5.2015, посмертно)
- його портрет розміщено на меморіалі «Стіна пам'яті полеглих за Україну» в Києві: секція 2, ряд 3, місце 39
- вшановується 12 серпня на ранковому церемоніалі загиблих українських героїв, які загинули в різні роки внаслідок російської агресії.[1]
- З метою вшанування пам'яті Юзвінського Вадима та Гребенюка Олександра, а також всіх, хто загинув, захищаючи українську землю від ворога на сході, в Городниці проведено футбольний турнір.[2]